# Bolivia i olympiska vinterspelen 2018
Bolivia deltog i de olympiska vinterspelen 2018 i Pyeongchang, Sydkorea, med en trupp på två atleter (två män) fördelat på två sporter.
Vid invigningsceremonin bars Bolivias flagga av alpina skidåkaren Simon Breitfuss Kammerlander.